# Nitiocellus collarti
Nitiocellus collarti là một loài bọ cánh cứng trong họ Bọ hung (Scarabaeidae).